# Durbar-plein van Patan
Het Durbar-plein van Patan is een Durbar-plein in het Nepalese Patan. Op het plein waren indrukwekkende voorbeelden van de Newah-architectuur en kunst van de Malla-dynastie te bewonderen.
De Krishna Mandir is de belangrijkste tempel, andere tempels zijn de Bhimsen-tempel, de Vishwanath-tempel en de Taleju Bhawani tempel. Het paleis heeft drie binnenpleinen, Mul Chowk, Sundari Chowk en Keshav Narayan Chowk.
Het plein met het oude paleis en de tempels leed zware schade bij de aardbeving in Nepal van 25 april 2015.
Kathmandu-vallei · Sagarmatha National Park · Nationaal Park Chitwan · Lumbini, geboorteplaats van Gautama Boeddha